# Camestres

Diagramme de Venn d'un syllogisme en Camestres.

Camestres est un terme de la logique aristotélicienne désignant un des quatre (ou six, si l'on inclut les modes affaiblis) syllogismes de la deuxième figure des dix-neuf (ou vingt-quatre) modes. Il comprend une majeure de type A, une mineure de type E et une conclusion de type E, c'est-à-dire une majeure universelle affirmative, une mineure universelle négative et une conclusion universelle négative.
Un syllogisme en Camestres consiste en une proposition du type : Tout P est S, or aucun F n'est S, donc aucun F n'est P.
Les trois autres syllogismes de la deuxième figure sont Baroco, Cesare et Festino.

## Exemples de syllogismes en Camestres
1. Les félidés sont des quadrupèdes ;
2. Aucun être humain n'est un quadrupède ;
3. Donc aucun être humain n'est un félidé.

1. Ceux qui boivent de la bière boivent de l'alcool ;
2. Les Alcooliques anonymes ne boivent pas d'alcool ;
3. Donc il n'y a pas d'alcoolique anonyme qui boive de la bière.

« 
1. Tous ceux qui sont à Jésus-Christ crucifient leur chair ;
2. Tous ceux qui mènent une vie molle et voluptueuse ne crucifient point leur chair ;
3. Donc nul d'eux n'est à Jésus-Christ.

 »
— Antoine Arnauld, 